# اچ‌ام‌اس فورسایت (۱۹۰۴)
اچ‌ام‌اس فورسایت (۱۹۰۴) (به انگلیسی: HMS Foresight (1904)) یک کشتی بود که طول آن ۳۶۵ فوت (۱۱۱ متر) بود. این کشتی در سال ۱۹۰۴ ساخته شد.